# Леротоли Давид Сиисо
Принц Леротоли Давид Сиисо (англ. Lerotholi Seeiso; род. 18 апреля 2007 года) — член королевской семьи Лесото и наследный принц.
Принц родился в Масеру и стал третьим ребёнком и единственным сыном короля Летсие III. У Леротоли Давида есть две старшие сестры. 2 июня 2007 года он был крещён в церкви Сент-Луис в Масеру архиепископом Бернардом Мохлалиси. Глава Мафетенга, Леротоли Сиисо, стал крёстным отцом принца.